# Горный департамент

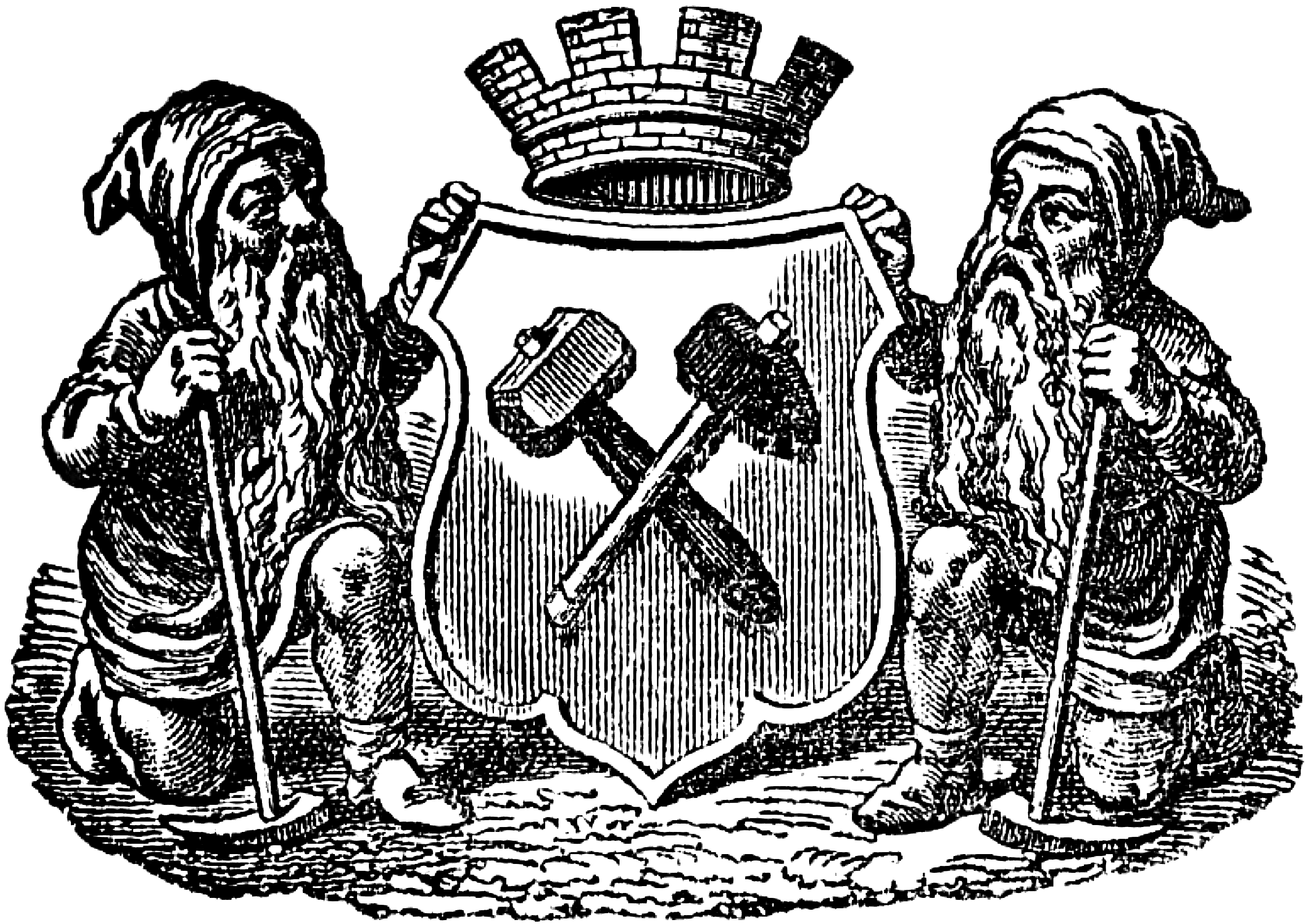
Неофициальная эмблема горной промышленности Российской империи. Эмблема департамента - молот и кирка (обушок)

Го́рный департа́мент — центральное государственное учреждение в Российской империи по управлению горнозаводскими округами. В 1811—1863 годы назывался Департаментом горных и соляных дел.

## История

### Преемник Берг-коллегии
Горный департамент (ГД) был создан при Министерстве финансов 13 июня 1806 года (в него были переданы дела упразднённой Берг-коллегии). До 1861 года ведал также делами государственных и частновладельческих горнозаводских крепостных крестьян.
В 1806 году для местного управления горными делами создано 6 округов: заводов Уральского хребта, заводов в центре России (Замосковье), Олонецких и Луганских заводов и др.; их число постоянно увеличивалось, границы менялись.
В 1807 году были утверждены проект Горного положения (содержал 943 статьи и позднее вошёл в Свод законов) и Положение о Горном департаменте Министерства Финансов. Берг-коллегия прекратила своё существование. Её функции перешли к Горному департаменту Министерства финансов. Экспедиция Берг-коллегии для решения старых дел и счетов была преобразована в Департамент Берг-коллегии для решения и завершения старых дел.
Горному департаменту были поручены: общий надзор за горнозаводской промышленностью, руководство казёнными рудниками и металлургическими заводами (через окружные горные правления), контроль за деятельностью частновладельческих горнозаводских предприятий, сбор установленных горных податей и прочее.
В 1807 году в составе Горного департамента учреждён Горный совет (на правах коллегии) для рассмотрения «учредительных, законодательных, учёных и искусственных дел» и Горная экспедиция для решения хозяйственных вопросов.

### Департамент горных и соляных дел
В декабре 1811 года, после передачи соляного дела из МВД в Министерство Финансов, этот департамент получил наименование Департамента горных и соляных дел. Департамент горных и соляных дел (ДГиСД) состоял из разных отделений: Монетное, Казённых горных заводов, Частных горных заводов, По добыче соли и минералов, Продовольствия государства солью (эти пять отделений в перечисленной последовательности, обозначались порядковыми номерами, их названия при этом опускались). ДГиСД включал также чертёжную, лабораторию и целый ряд дополнительных конкретных должностей.
Горный совет получил значение самостоятельного органа, решавшего общие, принципиальные вопросы, и в 1825 году был учреждён также Горный учёный комитет, отвечавший за новое самостоятельное издание — Горный журнал. 
С 1830 по 1855 годы в Департаменте горных и соляных дел существовало также Отделение Колывано-Воскресенских и Нерчинских заводов. Кроме этих отделений департамент включал Счётное и Судное отделения.
С 1834 по 1863 годы, при введении военного устройства высшей профессиональной части горных специалистов — корпорации горных инженеров — наряду с Департаментом горных и соляных дел осуществовал Корпус горных инженеров.
Возглавляемый директором ДГиСД разделялся на Горный совет (общее присутствие департамента) и рабочий аппарат в составе 7 отделений. Директор департамента одновременно руководил высшим учебным заведением — Горным кадетским корпусом (с 1833 года — Горным институтом).
Горный совет созывался директором департамента как председателем его и состоял из начальников отделений, двух особо назначенных советников и приглашённых лиц, чьё мнение по обсуждавшимся вопросам интересовало министра финансов или директора департамента.
Рабочий аппарат Департамента горных и соляных дел включал 7 отделений: монетное, казённых заводов, судное, при котором действовал горный суд, частных заводов, счётное, продовольствия солью, добывания соли и минералов.
В 1846 году для управления золотыми промыслами Сибири в ДГиСД было создано Отделение частных золотых промыслов. В 1862 году соляная часть передана в Департамент разных податей и сборов Минфина (с 1863 года — Департамент неокладных сборов).

### Горный департамент
Указом 15 апреля 1863 года Департамент горных и соляных дел преобразован в Горный департамент.
В 1870 году Горному департаменту были подчинены горные промыслы в Царстве Польском и создано Отделение польских горных заводов (упразднено в 1881 году). В 1871 году в ведение Горного департамента был передан надзор за нефтяными промыслами.
До 1874 года Горный департамент продолжал находиться в составе Министерства Финансов. Горный департамент включал следующие отделения: Монетное, Казённых горных заводов, Частных горных заводов, Частных золотых промыслов, Горных заводов Царства Польского (с 1869), Инспекторское (с 1864 после упразднения Штаба КГИ), а также Счётное (с 1868 оно именовалось Бухгалтерским) и Судное.
В 1874 году Горный департамент перешёл в состав Министерства государственных имуществ (с 1894 года — Министерство земледелия и государственных имуществ) с оставлением монетной и пробирной частей в ведении Министерства финансов.
В 1881 году из Министерства финансов в Горный департамент была передана соляная часть и создано Соляное отделение (с 1891 года Отделение соляных и нефтяных промыслов).
19 января 1882 года указом императора Александра III при Горном департаменте учреждён Геологический комитет (Геолком), главными задачами которого являлись — проведение регионального геологического картирования и систематическое описание геологического строения территории Российской империи.
В 1884 году в Горный департамент было передано управление Кавказскими, в 1899 году — Липецкими, Старорусскими, Кеммернскими и Сергиевскими минеральными водами.
В 1891 году было упразднено Отделение горных заводов Царства Польского и учреждено Техническое отделение; Бухгалтерское отделение переименовано в Счётное (с 1894?).
С 1894 года находившиеся при Горном департаменте чиновники особых поручений стали именоваться инженерами для командировок и разведок.
В 1905 году Горный департамент был передан в состав нового Министерства торговли и промышленности.
21 января 1918 года Горный департамент был ликвидирован.

## Директора ГД (ДГиСД)
- Качка, Гавриил Симонович (1807—1811)
- Дерябин, Андрей Фёдорович (1811—1817)
- Мечников, Евграф Ильич (1817—1824)
- Карнеев, Егор Васильевич (1824—1837)
- Ковалевский, Евграф Петрович (1837—1843)
- Бегер, Фёдор Фёдорович (1843—1849)
- Фуллон, Иван Александрович (инженер) (1849—1855)
- Гернгрос, Александр Родионович (1855—1862)
- Рашет, Владимир Карлович (1863—1875)
- Раселли, Франц Иванович (1875—1881)
- Грасгоф, Григорий Людвигович (1881—1882)
- Кулибин, Николай Александрович (1882—1891)
- Скальковский, Константин Аполлонович (1891—1896)
- Денисов, Николай Алексеевич (1896—1900)
- Иосса, Николай Александрович (1900—1907)
- Коновалов, Дмитрий Петрович (1907)
- Курмаков Николай Николаевич (1907—1910)
- Хованский, Яков Иванович (1910—1912)
- Арандаренко, Владимир Иванович (1912—1915)
- Разумов, Николай Иванович (1915—1917)
- Никитин, Василий Васильевич (1917—1918)